# Kasteel Sevenaer

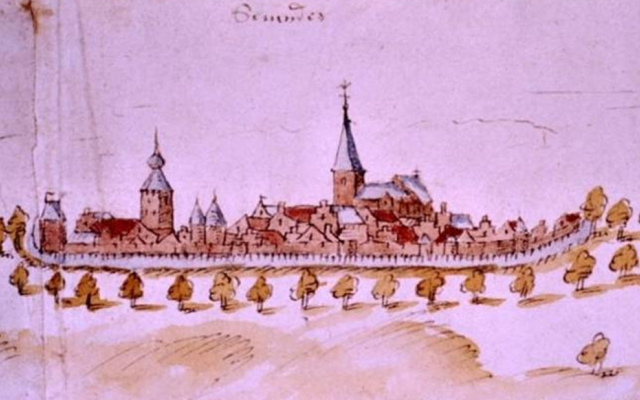
Links het kasteel van Zevenaar op een prent uit 1577

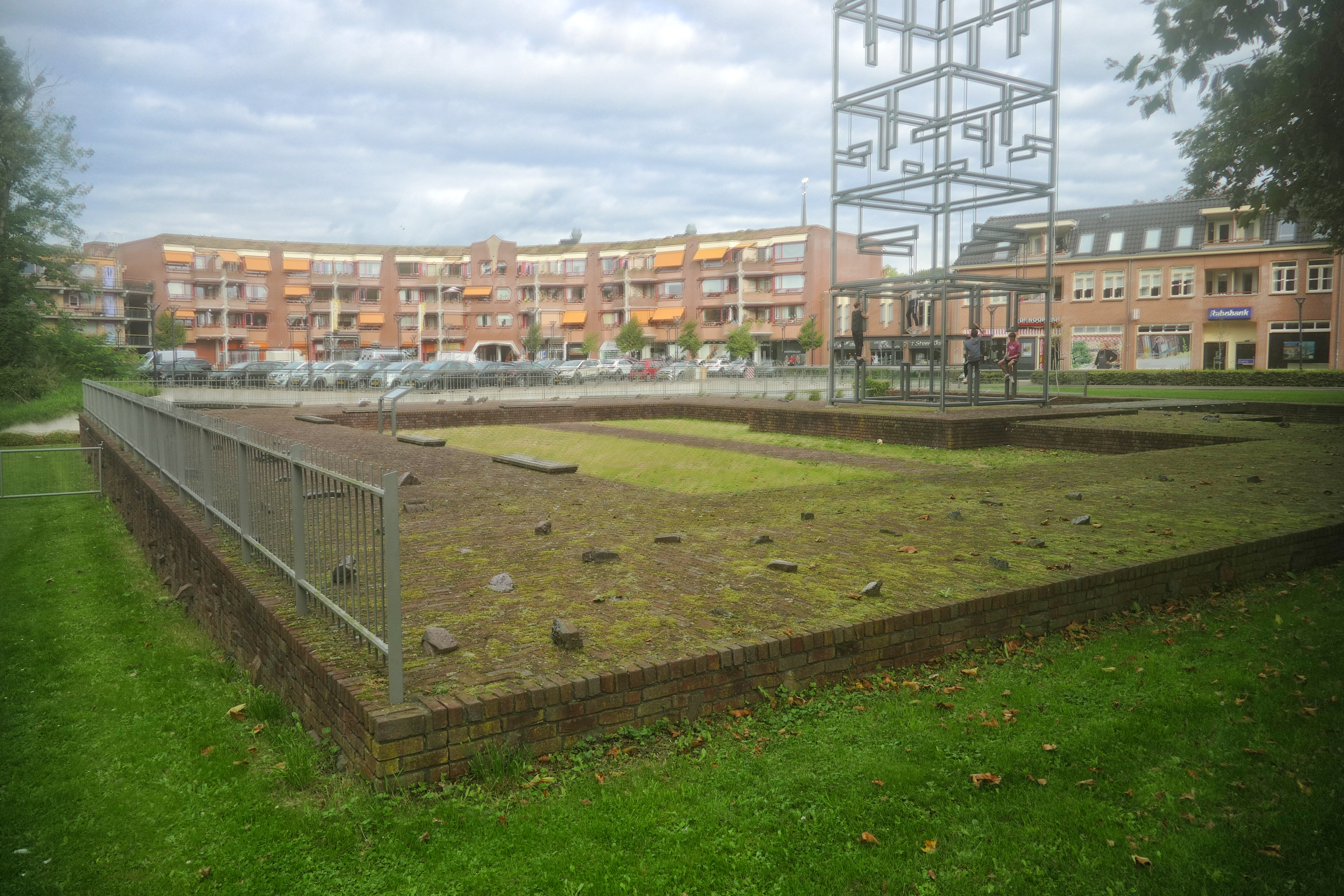
Contouren van de kasteelmuren aan het Masiusplein op de fundamenten van het oude kasteel

Kasteel Sevenaer was een kasteel in het westen van het stadje Zevenaar in De Liemers, in de Nederlandse provincie Gelderland. Kasteel Sevenaer moet niet worden verward met het latere Huis Sevenaer.

## Geschiedenis
Op 16 juni 1256 kocht Otto II van Gelre ter plaatse een hof van het kapittel van Sint-Marie in Utrecht, die hij mogelijk liet verbouwen tot burcht. Aan het einde van de Middeleeuwen nam het militaire belang van de sterkte af. Zevenaar maakte de ontwikkeling door naar vestingstad waarna de burcht in gebruik genomen werd als kazerne en na 1402 voornamelijk als ambtswoning voor de schouten van het Scholtambt van Liemers die het gebied vanuit dit kasteel bestuurden. Tijdens de Tachtigjarige Oorlog zorgden rondtrekkende troepen voor veel schade aan het gebouw, in 1638 werden er Duitse troepen ingewartierd. Niet lang daarna moet het kasteel gesloopt zijn, want in 1687 is er sprake van een "geslichte kasteelplaetz".

### Archeologie
In de jaren 1984, 1986, 1987 en 2011 werden opgravingen uitgevoerd. Daaruit bleek dat de twee meter dikke muren weermuren na verwoesting aan het begin van 15e eeuw werden herbouwd met een dikte van bijna vijf meter. Naar aanleiding van de onderzoeksresultaten zijn op het Masiusplein, voor de parkeergarage op de fundamenten van de oude burcht, de contouren van de kasteelmuren zichtbaar gemaakt. In het najaar van 2011 is op deze contouren, op de plek waar zich de loopbrug over de voormalige slotgracht bevond, een kunstwerk in de vorm van een moderne toren geplaatst. De hoogte van de oorspronkelijke kasteeltoren is onbekend, het kunstwerk heeft een hoogte van 15 meter. De moderne toren is vormgegeven als een skelet van hoekstaal, deze wordt na zonsondergang door ingebouwde ledlampen verlicht. Wie de constructie nauwkeurig bekijkt kan in elk deel van het stalen skelet een op zijn kant geplaatste letter ontdekken, deze vormen van beneden naar boven gelezen het woord "toren".